# Wilhelm Halbfass
Wilhelm Halbfass (* 11. Mai 1940 in Northeim; † 25. Mai 2000 in Philadelphia) war ein deutscher Indologe.

## Leben
Wilhelm Halbfass war der Sohn von Willi und Ilse-Marie Halbfass. Er studierte Philosophie, Indologie und klassische Philologie in Göttingen und Wien und promovierte 1967 an der Universität Göttingen. Von 1982 bis zu seinem Tod war er Professor für Indische Philosophie an der University of Pennsylvania. Halbfass starb an einer Hirnblutung. Er war verheiratet und hatte zwei Kinder.

## Schriften (Auswahl)
- Indien und Europa: Perspektiven ihrer geistigen Begegnung. Schwabe, Basel 1981.
  - Übersetzung: India and Europe: An Essay in Understanding. State University of New York Press, Albany 1988.
- Tradition and Reflection: Explorations in Indian Thought (Sri Garib Dass Oriental). State University of New York Press, Albany 1991.
- On Being and What There Is: Classical Vaiśeṣika and the History of Indian Ontology. State University of New York Press, Albany 1992.
- Karma und Wiedergeburt im indischen Denken. Hugendubel, Kreuzlingen 2000.